# Паоло Морі
Паоло Морі ((італ. Paolo Mori), нар. 4 липня 1977 року в Пармі, Італія) — італійський автор настільних ігор.

## Біографія
У 2002 році Морі здобув вищу освіту зі спеціальності Комунікаційні науки.
У 2005 році він створив вебсайт Inventori di giochi (укр. Винахідники ігор), онлайн-форум для італійських авторів настільних ігор. Також з 2005 року він разом зі своїм колегою-дизайнером ігор Вальтером Обертом організовував проект IDEAG для підтримки молодих талантів у сфері авторства ігор. У Берчето, неподалік від Парми, роками проходив Конвівіум гейм-дизайнерів, який також був заснований і організований Морі.
Його стимпанкова новинка Dogs of War була успішно профінансована у 2014 році на платформі краудфандингу Kickstarter і згодом опублікована видавництвом.

## Лудографія
- 2005: UR (What's your game)
- 2007: Borneo (Abacusspiele)
- 2009: Vasco da Gama (What's your game, 999 Games, Rio Grande Games)
- 2009: Pocket Battles: Celts versus Romans[2], разом з Франческо Сіроккі (Pegasus Spiele, zmangames)
- 2009: Small World: Cursed! (з Філіпом Кейєртсом, Лейфом Стеєстолем, Філом Вокер-Гардінгом; ays of Wonder)
- 2010: Pocket Battles: Elves versus Orcs
- 2012: Pocket Battles: Macedonians versus Persians
- 2012: Libertalia (Asmodee)
- 2012: Olympicards (Giochi Uniti, 999 Games)
- 2012: Batman: Gotham City Strategy Game (WizKids Games)
- 2013: Memento[3] (Franckh-Kosmos)
- 2013: Augustus (Hurrican)
- 2012: Pocket Battles: Confederacy versus Union
- 2014: Dogs of War (Cool Mini or Not)
- 2015: Unusual Suspects (Asmodee)
- 2017: Ethnos (Cool Mini or Not)
- 2018: Pandemic: Занепад Риму (з Меттом Лікоком, Z-Man Games)
- 2019: Blitzkrieg!  (Banana Games, Giochix.it, Maldito Games, PSC Games [Мініатюрна війна (Schwerkraft)])
- 2019: Blitzkrieg! Nippon Expansion (PSC Games [Мініатюрна війна - Nippon Expansion (Schwerkraft)])
- 2020: Via Magica (Hurrican; перевидання Augustus)
- 2020: Шелестіння листя (Kosmos)
- 2021: Blitzkrieg!: Друга світова війна за 20 хвилин (PSC Games)
- 2021: Caesar!: Захоплення Риму за 20 хвилин! (PSC Games)
- 2021: Fairy Tale Inn (Cool Mini or Not)
- 2022: Libertalia: Вітри Гейлкреста (Asmodée)
- 2023: Archeos Society (Space Cowboys; перевидання Ethnos)
- 2023: Match of the Century (Deep Print Games)
- 2024: Captain Flip (PlayPunk)

## Нагороди
| Рік  | Гра           | Премія                               | Статус     |
| ---- | ------------- | ------------------------------------ | ---------- |
| 2006 | Borneo        | Gioco Inedito                        | Переможець |
| 2006 | UR            | Best of Show: Найкраща настільна гра | Переможець |
| 2010 | Vasco da Gama | Nederlandse Spellenprijs             | Фіналіст   |
| 2010 | Vasco da Gama | International Gamers Award           | Фіналіст   |
| 2013 | Augustus      | Spiel der Spiele: сімейна гра        | Переможець |
| 2013 | Augustus      | Spiel des Jahres                     | Фіналіст   |
| 2013 | Augustus      | Best of Show Gioco dell'anno         | Переможець |
| 2014 | Augustus      | As d’Or                              | Фіналіст   |
| 2024 | Captain Flip  | Spiel des Jahres                     | Фіналіст   |